# Saint-Martin-Longueau
Saint-Martin-Longueau è un comune francese di 1 497 abitanti situato nel dipartimento dell'Oise della regione dell'Alta Francia.

## Società

### Evoluzione demografica
Abitanti censiti